# Viktoria Winge
Viktoria Winge (Oslo, 5 marzo 1980) è un'attrice e modella norvegese.

## Filmografia
- 2013 – Lilyhammer
- 2012 – The Spiral
- 2011 – Bambieffekten
- 2011 – Inside the Whore
- 2008 – Max Manus
- 2008 – Scratch
- 2008 – Fritt vilt 2
- 2006 – Reprise
- 2006 – Fritt vilt
- 2011 – Kvinnefrisen
- 2010 – The Shit
- 2010 – Påpp & Råkk
- 2010 – Dag
- 2010 – Koselig med peis
- 2010 – Akvarium
- 2010 – Kiss Fight Smoke
- 2010 – You Look and You Think
- 2009 – Anniken
- 2009 – Daddy's Girl
- 2008 – Crossing Paths